# Akrylamid
Stoffet akrylamid har bruttoformlen C3H5NO. Dets officielle, kemiske navn er 2-propenamid. Det er et hvidt, lugtløst og krystallinsk stof, der kan opløses i vand, etanol, æter og kloroform. Stoffet kan forekomme i fødevarer hvor undersøgelser viser, at der er lighedstegn mellem indtag af stoffet og forskellige sundhedsrisici, blandt andet er det kræftfremkaldende, skader nervesystemet og forplantningsevnen.
Akrylamid bruges i polymeringsreaktioner i industrien blandt andet til fremstilling af plastmaterialet polyakrylamid, til fremstilling af polyakrylamid som medium til polyakrylamid-elektroforese.
Akrylamid kan nedbrydes uden varme til ammoniak, mens det danner kulmonoxid, kuldioxid og forskellige kvælstofilter, når det bliver ødelagt ved forbrænding.
I organismen omdannes det til glycidamid. Både akrylamid og glycidamid er reaktive stoffer og kan indgå i forbindelser med mange molekyler, bl.a. aminosyrer, pyrimidiner og puriner og kan dermed ændre både struktur af proteiner og DNA. Akrylamid dannes i fødevarer ved en Maillard-reaktion ved overopvarmning af stivelse.

## Forekomst
Akrylamid forekommer hovedsagligt ved visse industrielle processer, blandt andet ved produktionen af polyakrylamid.
Det kan være ved fremstilling af papir, farvestoffer og plastik.
Mindre mængde forekommer i fødevareindpakning og visse lime.
Det opstår også ved opvarmning over 120 grader celsius af visse fødevarer, særligt dem der indeholder asparagin og reducerende sukker.
Akrylamid forekommer også i tobaksrøg.

## Trussel mod folkesundheden
Akrylamid har været kendt som et kræftfremkaldende stof i mange år. Mennesker kan udsættes for akrylamid på flere måder: dels ved håndteringen i industrien, dels fra mad tilbredt ved høje temperaturer og dels ved tobaksrygning.
Akrylamid regnes for at være skadeligt for nerver, arveanlæg og forplantningsevnen samt at være kræftfremkaldende.
Da akrylamid kan dannes ved tilberedning af mad, giver dette anledning til bekymring. Forskning har fundet moderate niveauer af akrylamid i opvarmet, proteinrig mad, og højere niveauer af stoffet i stivelsesholdige fødemidler som f.eks. chips, pommes frites og brød. Der er også fundet et højt niveau af acrylamid i kaffe. Indhold af akrylamid forudsætter normalt, at maden er tilberedt ved stegning eller bagning, specielt over temperaturer over 120 grader celsius. Det opstår normalt ikke ved kogning.
Undersøgelser fra DTU viser, at selv små mængder af stoffet er kræftfremkaldende, da det er genotoksisk, hvilket vil sige, at stoffet angriber dna og derfor kan give kræft, også i helt små mængder.
Selv om akrylamid har en velkendt giftvirkning på nervesystemet og frugtbarheden, konkluderede en rapport fra FAO og WHO i juni 2002, at der ikke kunne forventes skadelige effekter ved den normale daglige optagelse med maden. Det er derfor kræftrisikoen som er den største trussel mod folkesundheden. Nyere forskning fra DTU viser med stor sandsynlighed en sammenhæng mellem indtag af akrylamid igennem fødevarer og øget risiko for kræft. 

### Brystkræft
Flere studier har undersøgt om der skulle være en sammenhæng mellem forekomsten af akrylamid og brystkræft. Et dansk studie udgivet i 2008 kunne måle, at rygere havde cirka tre gange så meget akrylamid som ikke-rygere, og studiet fandt også en sammenhæng mellem det målte akrylamidniveau og forekomsten af brystkræft.
En svensk undersøgelse af 61.433 kvinder fandt ingen sammenhæng mellem brystkræft og langvarig indtagelse af akrylamid med maden.
En anden undersøgelse af 90.628 kvinder i USA, der ikke havde nået overgangsalderen, fandt heller ikke nogen sammenhæng mellem optagelse af akrylamid med maden og risikoen for brystkræft
En senere dansk undersøgelse fra 2012 af 24.697 kvinder, der var over overgangsalderen, viste dog en statistisk overdødelighed ved høj koncentration af akrylamid-indikatorer.

### EU-indgreb, til nedbringelse af akrylamid i fødevarer
EU-kommissionen har i pressemeddelelse den 20. juli 2017 meddelt, at EU-landenes repræsentanters samme dag har givet grønt lys til Europa-Kommissionens forslag om reduktion af forekomsten af akrylamid i fødevarer, http://europa.eu/rapid/press-release_IP-17-2028_da.htm .
En af tiltagene er at pommes frites skal være blege fra foråret 2018.